# (1593) Fagnes
(1593) Fagnes – planetoida z grupy przecinających orbitę Marsa okrążająca Słońce w ciągu 3 lat i 117 dni w średniej odległości 2,22 au. Została odkryta 1 czerwca 1951 roku w Observatoire Royal de Belgique w Uccle przez Sylvaina Arenda. Nazwa planetoidy pochodzi od Plateau des Hautes Fagnes, największego parku krajobrazowego Belgii. Została zaproponowana przez Jeana Meeusa. Przed nadaniem nazwy planetoida nosiła oznaczenie tymczasowe (1593) 1951 LB.